# Tycho Brahe–1

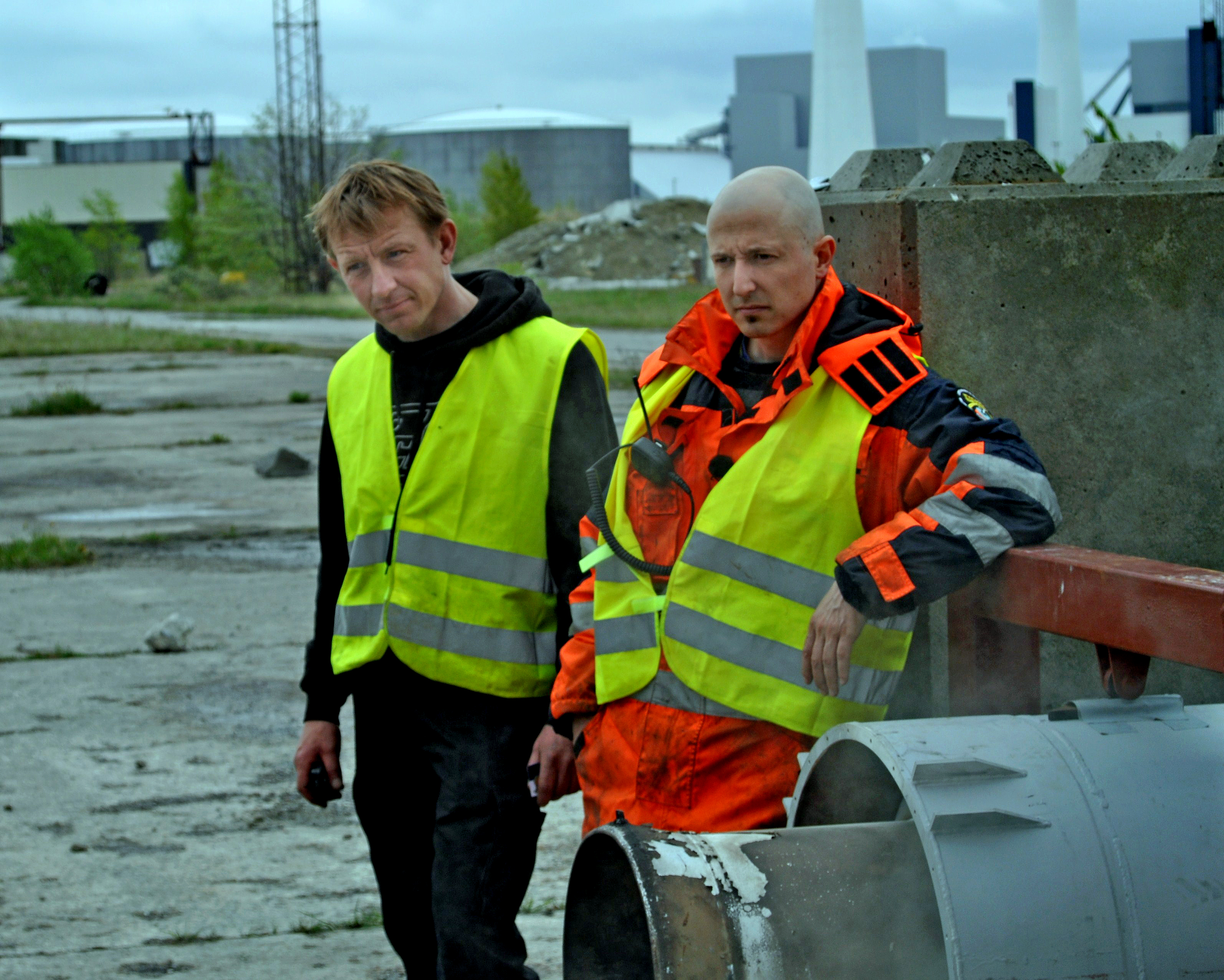
Peter Madsen és Kristian von Bengtson, a két konstruktőr

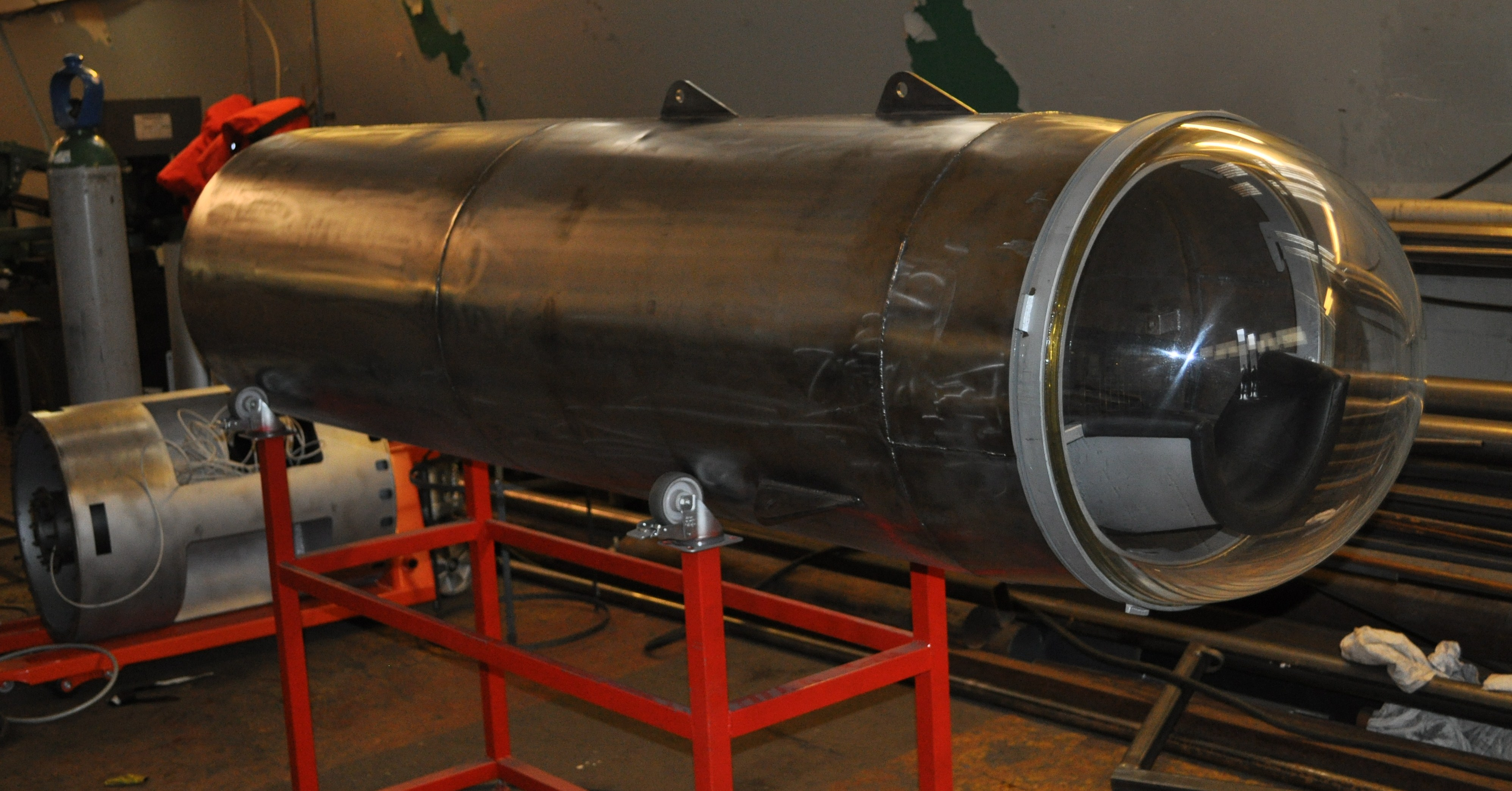
A mindössze 65 cm átmérőjű űrkapszula, melyben az űrhajós állva helyezkedik el

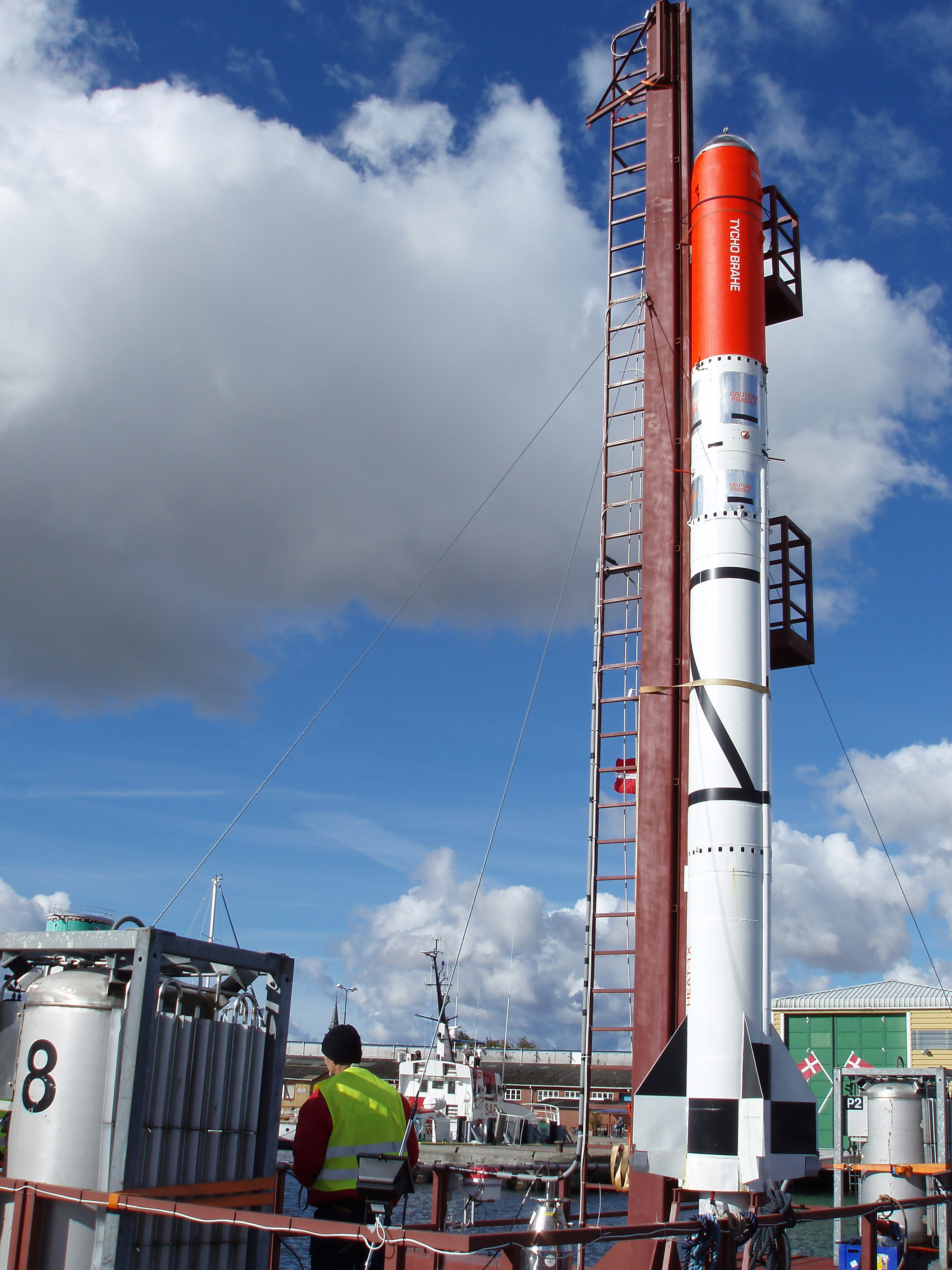
A startra kész HEAT-1X rakéta, rajta a Tycho Brahe-1 mikroűrhajó a Sputnik nevű tengeri indítóállványon, Nexø kikötőjében

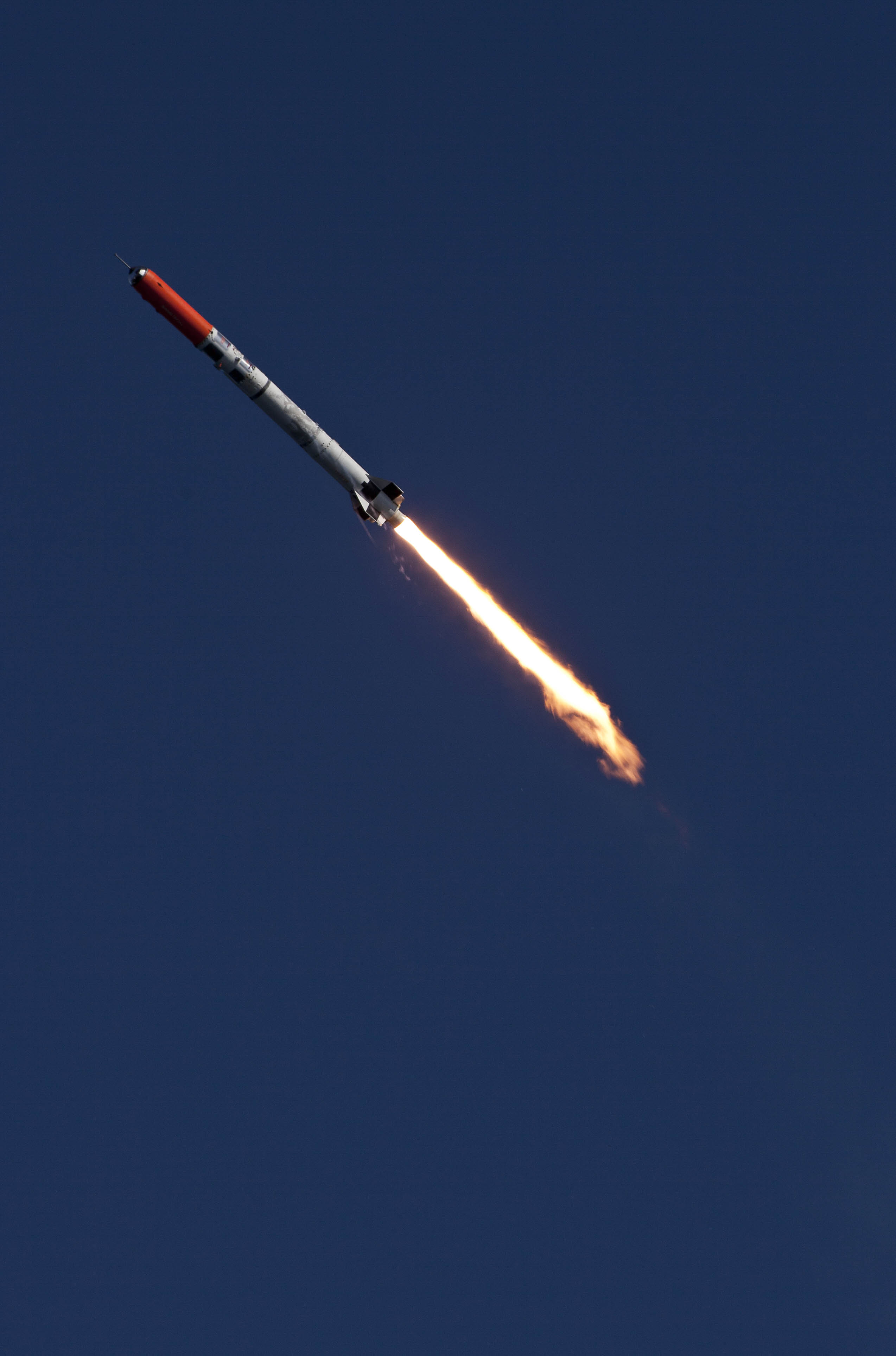
A második indítás, 2011. június 3-án

A Tycho Brahe–1 egy dán fejlesztésű egyszemélyes mikroűrhajó, űrkapszula. Névadója Tycho Brahe dán csillagász.
A Copenhagen Suborbitals nonprofit szervezet két alapítója, Peter Madsen és Kristian von Bengtson által megálmodott hengeres űreszközben az utas állva helyezkedik el, a kilátást pedig egy teljesen átlátszó plexiüveg kupola biztosítja. Az álló helyzet miatt az űrhajó minimális méretű, mindössze 65 cm átmérőjű. Ezért kisebb rakéta és az emberi szervezetet kevésbé terhelő gyorsítás (20 másodpercen keresztül 3-4 g gyorsítás) is elégséges a fellövés során. A tervek szerint ez lesz a valaha fellőtt legkisebb ember repülte űrhajó, ami eljut az űrbe.
Többen emberi ágyúgolyóként értékelik az űrkapszulát, a tervezők azonban inkább egy hatalmas űrruhaként tekintenek a Tycho Brahe–1-re, melynek átlátszó kupolája és a testet körülölelő fala megvéd az űr vákuumától. Az űrhajós rendelkezésére csak egy botkormány áll, amivel körbeforgathatja a kapszulát, illetve kontrollálhatja a jármű magasságát.
Az indításhoz egy saját fejlesztésű rakétát, a HEAT-1X-et (Hybrid Exo Atmospheric Transporter) használnak, mely 60 másodpercig üzemel és 40 kN tolóerőt biztosít (magassága: 5 m, tömege: 1800 kg, hajtóanyaga: poliuretán (PUR) és 800 kg folyékony oxigén (LOC), maximális sebessége: 4900 km/óra). Az űreszköz nem rendelkezik szárnyakkal vagy futóművel, földet érését egy ejtőernyőrendszer segíti. A legénységi fülkébe egy bábut ültetnek. A végcél a szuborbitális 130 kilométeres pályamagasság elérése.
Az első indításra 2010. szeptember 5-én került sor. Helyszíne: Dániától keletre, a Balti-tengeren levő Bornholm sziget keleti részén fekvő Nexø városától 30–40 km-re keletre, a tengeren (é. sz. 55° 02′ 57″, k. h. 15° 36′ 11″55.049167°N 15.603056°E), egy katonai területen. A rakétát egy Peter Madsen által épített minitengeralattjáróhoz, az UC3 Nautilushoz kapcsolt, Sputnik nevű tengeri indítóállványhoz erősítették. Az első kísérlet nem járt sikerrel. A folyékony oxigént szállító szelep hibája miatt a rakétahajtómű nem indult be. Ekkor úgy döntöttek, hogy a rendszert áttervezik.
A második indításra 2011. június 3-án került sor. A rakéta felemelkedett, de a tervezett 15 km-es magasságot nem érte el. Az indítás után a 21. másodpercben – kb. 8,5 km út megtétele után, 3,2 km-es magasságban – le kellett állítani a hajtóművet, mert a rakéta kezdett lesodródni a kijelölt pályáról.
Az első emberes űrrepülést a 2010-ben 2013–2015 körülre várták. Ezzel Oroszország, az Egyesült Államok és Kína után Dánia lett volna a negyedik ország, mely embert juttat a világűrbe.

## Külső hivatkozások
- Copenhagen Suborbitals
- Danish Volunteers Build Manned Spacecraft, Wired.com, 2010. augusztus 23.
- Danish Manned Spacecraft Built by Volunteers, Softpedia.com, 2010. augusztus 23.
- Danish inventors produce first amateur rocket designed to send humans into space (and one of them is going to test it out himself), Mail.online, 2010. augusztus 24.
- Human cannonball astronaut: My rocket is my clothes , New Scientist, 2010. augusztus 26.
- Próbarepülésre készül a dán mikro-űrhajó, SG.hu, 2010. augusztus 29.
- Första danska rymdraketen[halott link], TV4 Malmö, 2010. augusztus 31.
- A Dánok már az űrben vannak!!!, Howard blog, 2010. szeptember 1.
- Vontatás a kilövés helyszínére, Nyhedsvideo.dk, 2010. szeptember 1.
- Space Vikings: Danish Duo Preps for Suborbital Flight, AOLnews.com, 2010. szeptember 4.
- Danish rocketeers go for lift-off, BBC.com, 2010. szeptember 5.
- Hele verden følger dansk raketopsendelse, TV2dk, 2010. szeptember 5.
- Danish rocketeers postpone launch, BBC.com, 2010. szeptember 5.
- Földön maradt a dán diszkontrakéta, Index.hu, 2010. szeptember 6.
- Nincs szükség a NASA-ra?[halott link], Magyar Nemzet, 2011. június 4.
- Sikeresen elindult a dán tesztrakéta[halott link], Híradó.hu, 2011. június 6.
- Repült a Copenhagen Suborbitals, SG.hu, 2011. június 6.
- Képgaléria
- Animációk
- Az űrhajóépítők blogja Archiválva 2010. október 31-i dátummal a Wayback Machine-ben